# Школа Чжэ

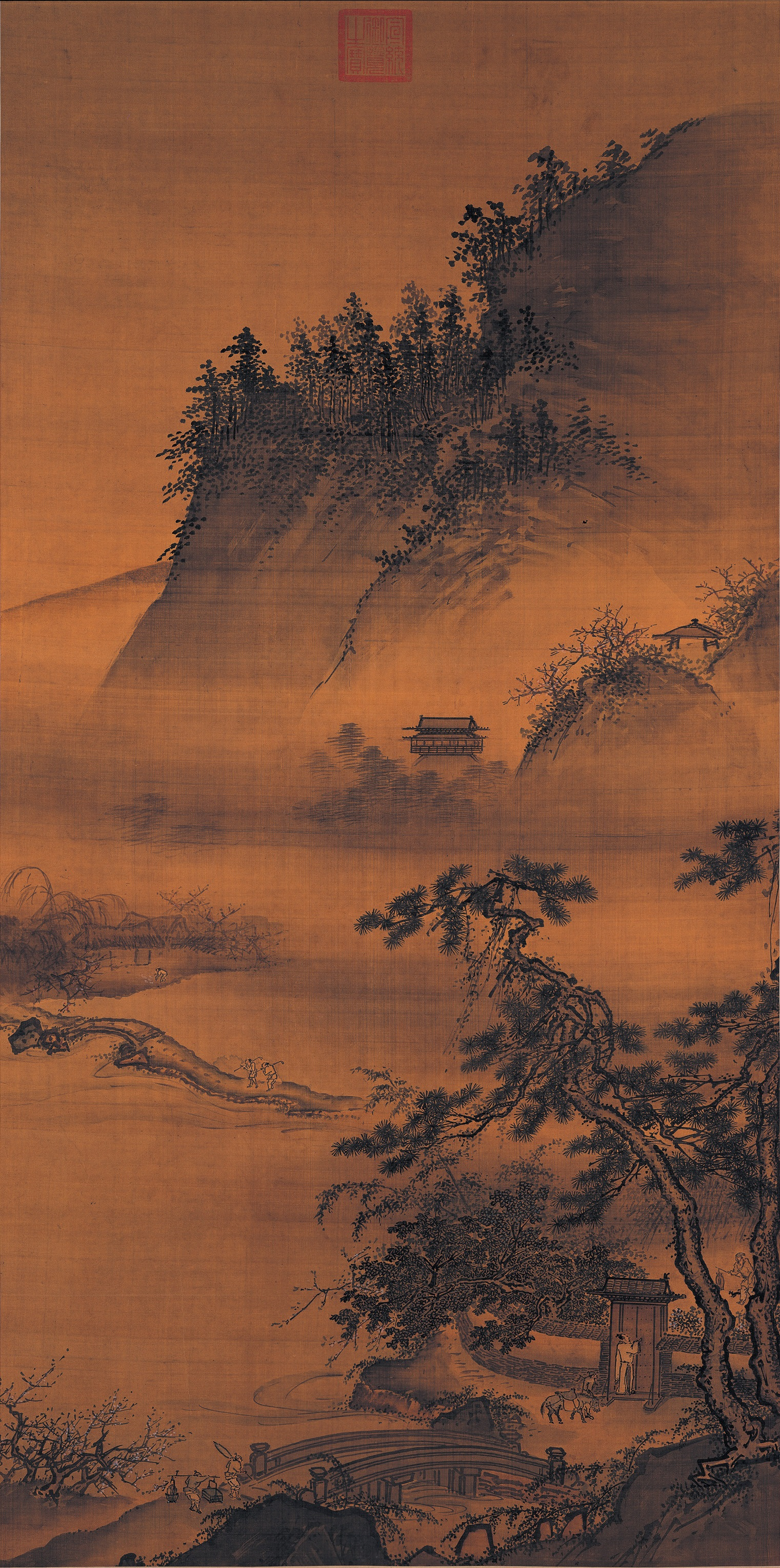
Дай Цзинь. Позднее возвращение с весенней прогулки. Гугун, Тайбэй.

Школа Чжэ (кит. 浙派) — одна из китайских живописных школ в империи Мин.
Название школы происходит от первого иероглифа в наименовании провинции Чжэцзян. Расцвет этой школы пришёлся на ранний и средний период династии Мин.
После падения династии Южная Сун, в последовавшем хаосе многие придворные художники покинули столицу и осели в провинциях Цзянсу, Чжэцзян и Фуцзянь. Это послужило причиной распространения академического стиля, и способствовало постепенному росту числа местных профессиональных художников.
Родоначальником и центральной фигурой школы Чжэ является Дай Цзинь (1388—1462). Он служил придворным художником во время правления императора Сюаньдэ (1425—1435), однако после того, как его коллеги-конкуренты состряпали против него фальшивое обвинение, Дай Цзинь был изгнан из дворца. В 1441 году он покинул Пекин и вернулся на родину, в Чжэцзян. Там он зарабатывал на жизнь продажей картин, имел большой успех, и обрёл множество последователей.
Минская придворная живопись ориентировалась на южносунские академические образцы (стиль Ма-Ся), а её продукция обильно экспортировалась в Японию и Корею. Дай Цзиню было тесно в этих рамках, он более смело смешивал южносунскую живописную традицию с северосунской. Он не изобрёл никакого нового стиля, просто его талантливая смесь традиций нашла множество поклонников.
По сути школа Чжэ представляла собой различных региональных художников, подражавших стилю Дай Цзиня. В первую очередь это были его родственники — сын, Дай Цюань, и зять, Ван Шисян. В средний период правления династии Мин известность приобрели Ся Чжи, Фан Юэ, Чжун Ан, Ся Цуй и У Вэй, который тоже учился на произведениях Дай Цзиня. Мастера школы Чжэ не были официальными, то есть находящимися на жаловании художниками, тем не менее, они получали небольшую поддержку от императорского двора. Тематический репертуар этих художников был продолжением южносунской традиции — картины в жанре «цветы-птицы», пейзажи, а также произведения на мифологические и исторические темы.
Школа Чжэ была продолжением и развитием южносунской традиции и состояла из художников-профессионалов (то есть зарабатывавших живописью себе на жизнь). Однако стили профессиональных художников подвергались постоянной критике, особенно со стороны Дун Цичана, который указывал на два недостатка их живописи: 1. Работа кисти чрезмерно экспрессивна и недостаточно изысканна. Он считал произведения последователей Дай Цзиня неряшливыми и банальными. 2. Эти профессиональные художники были, как правило, выходцами из общественных низов, в отличие от «породистых», происходивших из образованных или богатых семей художников-учёных. Особенно резкой критике подвергались Чжан Лу, Ван Чжао и Цзян Сун, картины которых учёные обвиняли в «дикости» и «ереси». Под натиском такой критики художники-профессионалы постепенно потеряли свой рынок, и остались без надежд зарабатывать искусством на жизнь. Некоторые из них были вынуждены отказаться от академической традиции, и занялись имитацией «живописи учёных», либо вплотную приблизились к их стилю. Другие в поисках свежих идей обратились к массовому искусству, что способствовало широкому распространению популярных новогодних картинок и ксилографии в конце минской династии. Тем не менее стили школы Чжэ продолжали ещё долго оказывать влияние на живопись Китая, Японии и Кореи.
Выражение «школа Чжэ» (чжэ пай) употребляют и в более широком смысле для обозначения всех придворных стилей живописи эпохи Мин, противопоставляя их «живописи учёных», главным средоточием которой была «школа У».